# Aretas de Cesarea

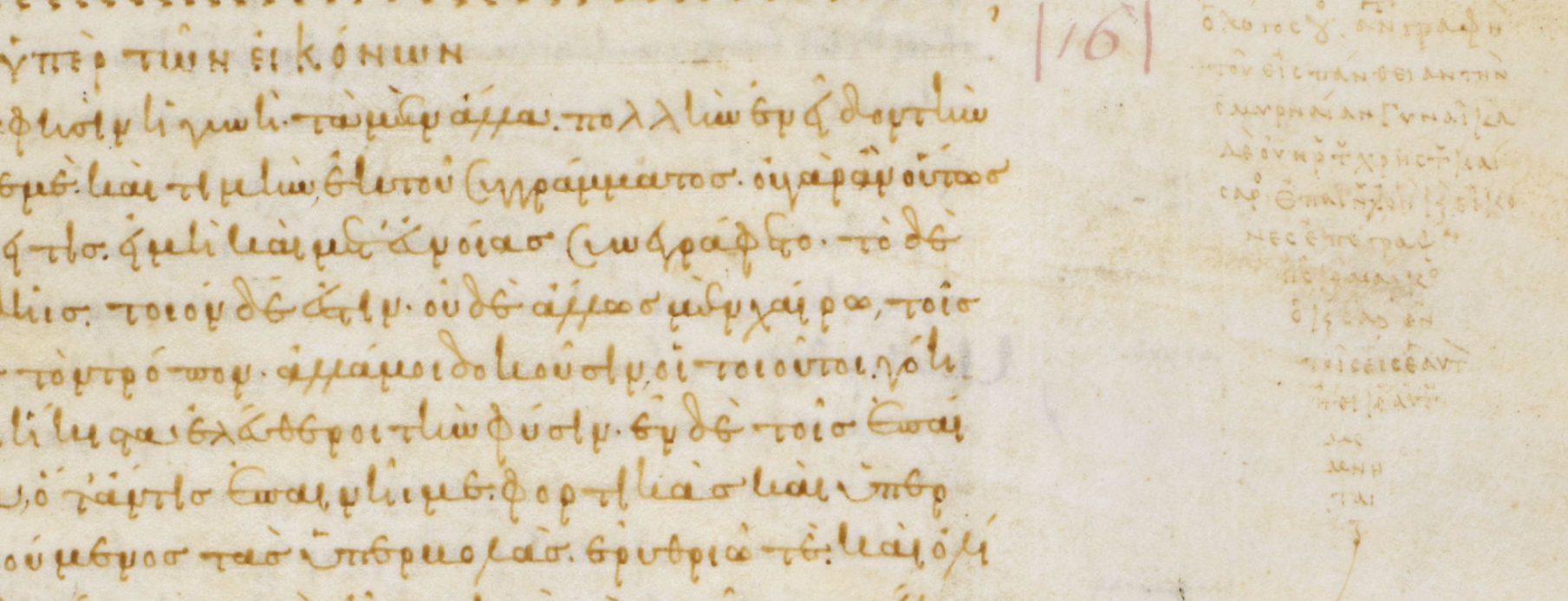
Códice de la Colección de Manuscritos Digitalizados de la Biblioteca Británica. Muestra un comentario sobre Luciano de Samosata, atribuido a Aretas de Cesarea (c. 900).

Aretas de Cesarea (nacido en Patras el año 860 y fallecido en Cesarea de Capadocia en el año 935) fue un obispo, teólogo y bibliógrafo bizantino.

## Biografía
Fue alumno de Focio en Constantinopla, desde el año 901 fue arzobispo de la ciudad de Cesarea de Capadocia, una de las sedes apostólicas de mayor importancia entre las que dependían de Constantinopla.En el año 906 fue seguidor del patriarca Eutimio y se opuso a Nicolás el Místico; por este motivo, a la muerte de León VI de Bizancio (912) fue expulsado de Cesarea, donde solo pudo volver en el año 921 al finalizar el cisma de la tetragamia con la reconciliación entre eutimianos y nicolaítas.
Aretas empleó buena parte de su vida a recoger libros y ampliar la biblioteca de su diócesis. Contribuyó a la conservación de la antigua literatura griega, sea profana como también cristiana; de su biblioteca nos han llegado algunos manuscritos anotados por él, como por ejemplo el Codex Clarkianus de Platón, Luciano de Samosata, Euclides y quizás Dión Crisóstomo. Escribió escolios al Apocalipsis, una biografía de Eutimio y hagiografías de algunos mártires de Edesa. Fue copista del Onomasticon de Pólux, obra lexicográfica de la segunda mitad del siglo II d. C. Sus obras teológicas y religiosas, todavía inéditas, se conservan en la Biblioteca Nacional Marciana de Venecia.